# Hipértese
Hipértese é a transposição de fonemas em diferentes sílabas dentro de um vocábulo.

## Exemplos

### No Português
desvariar > desvairar